# Morangos com Açúcar (1.ª temporada)
A primeira temporada da série de televisão portuguesa Morangos com Açúcar foi emitida pela TVI entre 30 de agosto de 2003 e 17 de outubro de 2004, tendo 291 capítulos. Foi escrita por Elisabete Moreira, Patrícia Müller, Ricardo Leitão e Lígia Dias e com a colaboração de Raquel Palermo na série de verão. Teve no elenco João Catarré e Benedita Pereira, como protagonistas.
Foi transmitida na TVI Internacional em 2010. Posteriormente, foi reposta no canal Biggs desde junho de 2011, tendo voltado à antena do mesmo canal em setembro de 2022. Foi também retransmitida na TVI Ficção, em 2016, e novamente entre 2022 e 2023.

## Sinopse
Setembro de 2003. A história de Morangos com Açúcar desenrola-se sob o sol de verão em cenários como a Praia dos Rebeldes, o Bar dos Rebeldes, o Colégio da Barra e o Health Club Aquabody. Pipo Gomes tem 20 anos e tem três irmãos que se tornam órfãos devido a um trágico acidente de automóvel que vitimou os pais. Durante dois anos, Pipo e os irmãos ficam a cargo da tia, Vitória de Guimarães, que quer controlar a herança dos sobrinhos e lhes faz a vida negra. Estes mudam-se então para Cascais, e é aqui que começa a história. Ricardo namora Joana, uma rapariga de 18 anos. Ela considerava-se amada, até ao dia em que celebra o seu 18.º aniversário e é surpreendida por uma cena entre uma das convidadas e o seu namorado. Joana vai para a praia, onde quase se afoga. Pipo salva-a, e começa assim o romance. Embora Pipo e Joana sejam os protagonistas, todos os alunos do Colégio da Barra, as suas famílias e os professores da escola desempenham um papel na série.
Desportos principais: Surfe (praticado por Pipo e Ricardo) e dança (praticada por Joana e Madalena)

## Elenco
| Ator/Atriz          | Personagem                       | Cronologia   | Cronologia      |
| Ator/Atriz          | Personagem                       | Ano Letivo   | Férias de Verão |
| ------------------- | -------------------------------- | ------------ | --------------- |
| João Catarré        | Filipe (Pipo) Gomes              | Protagonista | Protagonista    |
| Benedita Pereira    | Joana Duarte                     | Protagonista | Protagonista    |
| Diogo Amaral        | Ricardo Moura Bastos             | Antagonista  | Antagonista     |
| Almeno Gonçalves    | Eduardo Madeira                  | Regular      | Regular         |
| Carlos Vieira       | Nuno Sacramento                  | Regular      | Regular         |
| Carolina Castelinho | Susana (Su) Gomes                | Regular      | Regular         |
| Dalila Carmo        | Madalena Soares                  | Regular      | Regular         |
| Diogo Martins       | Daniel (Dani) Duarte, Jr.        | Regular      | Regular         |
| Filomena Cautela    | Carla Santos Silva               | Regular      | Recorrente      |
| Guilherme Filipe    | Rogério Sapinho                  | Regular      | Regular         |
| Helena Isabel       | Teresa Duarte                    | Regular      | Regular         |
| Joana Solnado       | Catarina Gomes                   | Regular      | Regular         |
| João Baptista       | Pedro «Kid M' Lungo»             | Recorrente   | Recorrente      |
| João Queiroga       | Tiago Gomes                      | Regular      | Participação    |
| Jorge Corrula       | João Delgado                     | Recorrente   | Recorrente      |
| Luís Esparteiro     | Daniel Duarte                    | Regular      | Regular         |
| Manuel Moreira      | Rui Moreira                      | Regular      | Regular         |
| Marco Costa         | John Ferreira                    | Recorrente   |                 |
| Núria Real          | Patrícia Barros                  | Regular      | Regular         |
| Patrícia Candoso    | Sara Meireles Lencastre          | Regular      | Recorrente      |
| Rita Salema         | Constança Meireles               | Regular      | Regular         |
| Rodrigo Saraiva     | Rafael (Rafa) Brandão            | Regular      | Regular         |
| Sara Moniz          | Matilde                          | Regular      |                 |
| Sofia Arruda        | Lara Queirós                     | Regular      | Participação    |
| Sofia de Portugal   | Helena Fernandes                 | Regular      |                 |
| Teresa Tavares      | Mónica Rebelo                    | Regular      | Regular         |
| Tiago Aldeia        | Rodolfo (Rodas) Damião           | Regular      | Regular         |
| Carmen Santos       | Vitória de Guimarães             | Regular      |                 |
| Ilda Roquete        | Idalina Santos Silva             | Regular      |                 |
| Luís Zagallo (†)    | Martim Moura Bastos              | Regular      |                 |
| Maria José Paschoal | Noémia Damião                    | Recorrente   | Participação    |
| André Patrício      | Frederico (Fred)                 | Recorrente   |                 |
| Joaquim Frazão      | Hélder                           | Recorrente   |                 |
| Rui Paulo           | Luma                             | Recorrente   |                 |
| Ana Guiomar         | Marta (Mitó) Navarro             |              | Recorrente      |
| António Pedro Lima  | José (Zulu) Lineu                |              | Recorrente      |
| Cristina Cavalinhos | Roberta (Bertie) Sapinho         |              | Regular         |
| David Cabecinha     | Paulo Silva                      |              | Regular         |
| Gabriel Cândido     | Gonçalo (Gongas) Roch(inh)a      |              | Regular         |
| Hugo Tavares        | Salvador                         |              | Regular         |
| Joana Nunes         | Sofia Moreira                    |              | Recorrente      |
| Jorge Kapinha       | Ricco                            |              | Regular         |
| José Mata           | Nélson Lopes                     |              | Recorrente      |
| Liliana Santos      | Lisete (Lisa) Dias               |              | Regular         |
| Luís Vicente        | Carlos Villas Boas               |              | Regular         |
| Lurdes Norberto     | Violeta Sapinho                  |              | Regular         |
| Martinho da Silva   | Diamantino Chaves (Diamond Keys) |              | Recorrente      |
| Matilde Breyner     | Mariana                          |              | Recorrente      |
| Nuno Pardal         | Guilherme (Gui) Matias           |              | Recorrente      |
| Olga Diegues        | Helga                            |              | Recorrente      |
| Raul Gonçalves      | Jamaica                          |              | Recorrente      |
| Rita Ruaz           | Leonor (Leo) Villas Boas         |              | Regular         |
| Sílvia Rizzo        | Mercês da Costa Pereira          |              | Regular         |
| Danae Magalhães     | Diana                            |              | Recorrente      |
| Carla Salgueiro     | Beta                             |              | Participação    |
| Márcia Breia        | Laura                            |              | Participação    |
| Pedro Laginha       | Humberto Sérgio                  |              | Participação    |

### Participações especiais
Ano Letivo
- Amílcar Azenha - Julião Roque (Samurai)
- Ana Rocha - Sofia
- Anjos - Eles mesmos
- Bruno Simões (†)  - Afonso
- Carlos Lopes - Ele mesmo
- Catarina Gonçalves - Sandra
- Eva Tecedeiro - Ocupa
- Fátima Custódia - Cremilde - (empregada da família de Joana)
- Filipe Crawford - Custódio Lencastre (pai de Sara)
- Grace Mendes - Sónia (trabalhadora do Aquabody/Bodydance)
- Gustavo Santos - M. C.
- Helena Afonso - Mãe de Aníbal
- Henrique Barradas - Joel
- Jennifer Penhale - Paula Silva (amante de Ricardo)
- Joana Verde - Carmo
- José Boavida (†) - Armando (pai de Sandra)
- Lara Bogas - Rafaela
- Luís Gaspar - Durval Madureira
- Mafalda Roxo - Rita
- Marta Gil - Flor
- Miguel Damião - Aníbal (Nini)
- Nuno Gomes - Ele mesmo
- Nuno Nunes - Ocupa
- Paula Pais - Adelaide Rebelo (mãe de Mónica)
- Pedro Pinto - Ele mesmo
- Reamonn - Eles mesmos
- Rita Pereira - Rapariga à espera da audição de dança
- Rodrigo Menezes (†)  - Gil Sapinho (afilhado de Rogério Sapinho)
- Rogério Jacques - José Rebelo (pai de Mónica)
- Rosa Villa - Elsa (mãe de Sandra)
- Sofia Teodoro - Ângela
- Sylvie Dias - Marina Vicente
- Vítor Emanuel - Produtor de Sara

Verão
- Ana Marta Ferreira - Anita
- Henrique Barradas - Joel
- Lara Bogas - Rafaela
- Mick Hucknall (vocalista de Simply Red) - Ele mesmo
- Paula Pais - Adelaide (mãe de Mónica)
- Sérgio Grilo (†) - Jacinto Marques (namorado de Bertie)
- Sugababes - Elas mesmas

## Banda Sonora

### Morangos Com Açúcar - 1.ª Série
1. Pele Salgada - Berg - Tema Geral
2. Bem Longe, Num Sonho Meu - Anjos - Tema de Catarina e Rui/Catarina e Rafa
3. Electric Mind - André Indiana - Tema de Ricardo
4. Not Gonna Get Us - t.A.T.u. - Tema Geral
5. Somebody - Belinda More - Tema de Joana
6. Meant To Be - Pedro Camilo - Tema Geral
7. Colourblind - Darius - Tema Geral
8. Move Your Feet - Junior Senior - Tema Geral
9. A Chance - Hands On Approach - Tema de Pipo
10. Sexual Healing - Berg - Tema de Helena e Rogério
11. I Though You Would Leave Your Heart With Me - Rita Guerra - Tema de Pipo e Joana
12. Hold on Your Heart - Edyta - Tema de Madalena e Nuno
13. If You're Not The One - Daniel Bedingfield - Tema de Mónica e Pedro**
14. O Mundo Não Acaba Aqui - Ménito Ramos - Tema Geral
15. O Teu Momento - Pedro Bargado - Tema Geral
16. Mágoa de Sal - Aramac - Tema de Matilde
17. Morangos Com Açúcar - Berg - Tema de Genérico
18. Todo O Teu Tempo - Patrícia Candoso - Tema de Sara*
19. Faz-me um Sinal - Polo Norte - Tema de Teresa e Eduardo/Teresa e Daniel*
20. Don't Let Me Be Misunderstood - Patrícia Candoso - Tema de Sara*
21. Over My Heart - Patrícia Candoso - Tema de Sara*
22. Star - Reamonn - Tema de Sara*
23. Rise Your Mind - Rock Nu Metal - Tema de Conflitos*
24. Bring Your Body Over Don´t Know Me Pop R&B Rip*

*Não fazem parte do disco oficial da série.
**A versão que está no disco oficial da série é um remix.
***Na série, passava a versão inglesa (I Know My Way around A Broken Heart - Pedro Bargado).

### Morangos Com Açúcar - CDSinglecom Temas Interpretados pela "Sara"
1. Todo O Teu Tempo - Patrícia Candoso - Tema de Sara
2. Over My Heart - Patrícia Candoso - Tema de Sara
3. Don't Let Me Be Misunderstood - Patrícia Candoso - Tema de Sara

### Morangos com Açúcar - Os Temas da 1.ª Série de Verão
1. Quem Quer Morangos - Filipe Gonçalves e os Moleques - Tema de Genérico
2. Trick Me - Kelis - Tema Geral
3. Too Lost In You - Sugababes - Tema de Carla e João/Bertie e Jacinto
4. Making Me Better - Lulla Bye - Tema de Pipo e Joana
5. Home - Simply Red - Tema de Pipo e Joana
6. Stay The Same - Gabrielle - Tema de Joana e Salvador
7. I Put a Spell on You - Belinda More - Tema de Mercês
8. Dragostea Din Tei - Haiducii - Tema Geral**
9. Ay Que Calor - Xandee - Tema de Ricco
10. Sinto-te Aqui - Paula Teixeira - Tema de Pipo e Lisa
11. Goodbye - Tom Helsen - Tema de Leo e Ricco
12. As I Call You Up - Mané
13. Viajarei Para Além do Ser - Cumplice's - Tema Geral
14. O Mundo a Teus Pés - Estado de Espírito - Tema de Rafa
15. Love So Deep - Patrícia Candoso - Tema de Sara
16. Pump It Up - Danzel - Tema Geral*
17. Turn Me on - Kevin Lytltle - Tema de Zulu e Jamaica*
18. I'm A Fool - Marieke - Tema Geral*
19. Self Control - First Love - Tema Geral (discoteca do aldeamento)*
20. Forever - Dee Dee - Tema Geral (discoteca do aldeamento)*

*Não fazem parte do disco oficial da série.
**No disco oficial da série, está a versão da banda O-Zone.